# Henlow
Henlow è un paese di 3 084 abitanti della contea del Bedfordshire, in Inghilterra.